# Blepharidatta conops
Blepharidatta conops (лат.) — вид земляных муравьёв рода Blepharidatta из подсемейства Myrmicinae (Formicidae). Эндемик тропических лесов Бразилии, у которого матка своей широкой головой закрывает вход в гнездо, спасая личинок от возможных опасностей. От близкого вида B. brasiliensis отличается более тёмным цветом, формой головы и петиоля, сравнительно более мелкими глазами и укороченными шипиками заднегруди. Вид впервые был описан в 1967 году Уолтером Кемпфом.

## Распространение
Южная Америка: Бразилия. Обитают во влажных тропических лесах.

## Описание
Мелкого размера муравьи тёмно-коричневого цвета; длина рабочих около 4 мм (4,4–4,5), длина головы (HL) 1,12–1,17 мм, ширина головы (HW) 0,93–0,96 мм. Усики рабочих и самок состоят из 11 сегментов (у самцов из 13), булава усиков 2-члениковая. Нижнечелюстные щупики 3-члениковые, нижнегубные щупики состоят из 2 сегментов. Глаза сравнительно крупные, конической формы, выпуклые; оцеллии отсутствуют. Усиковые бороздки углублённые и длинные. Мандибулы с 4 или 5 зубцами. Форма головы рабочих вытянутая (почти на треть длиннее своей ширины) с выступающими заднебоковыми углами. Голова самок крупная полудисковидная, благодаря которой они могут затыкать входы в подземные камеры своего гнезда (явление фрагмозиса впервые обнаруженное у самок муравьёв, а ранее известное только у представителей касты рабочих и солдат). Грудь узкая, без промезонотального и мезоэпинотального швов. Заднегрудка с длинными проподеальными шипиками.
Стебелёк между грудкой и брюшком состоит из двух узловидных члеников (петиоль и постпетиоль). Петиоль длинный, почти цилиндрический и узкий, без явного узелка. Брюшко блестящее, небольшое с крупным первым сегментом (остальные сегменты мелкие). Верхняя часть тела покрыта длинными слегка изогнутыми желтоватыми волосками.
Семьи малочисленные, включают около сотни рабочих особей, моногинные (содержат одну матку). Муравьи населяют наземный подстилочный ярус во влажных тропических лесах Амазонии. Хищники и сборщики мелких членистоногих. Рабочие проводят фуражировку в дневное время. Примерно 30–35 % рабочих в каждой колонии составляют фуражиры, которые в поисках корма уходят на 1,5 м от входа в гнездо. Крылатые половые особи появляются в природных условиях с августа по февраль, а в лабораториях самцы выращиваются практически круглый год. В одном гнезде обычно есть только один самец. 
Зрелые семьи строят муравейник с одним основным почти вертикальным стволом, уходящим на глубину до 20 см с входным отверстием диаметром около 2 см. Ствол заканчивается слепым конусообразным расширением в нижней части. В таких гнёздах имеется боковое ответвление в специальную горизонтальную камеру для расплода (subsidiary horizontal chamber), которая располагается примерно на средней линии основного ствола. В этой камере бо́льшую часть времени находится матка и расплод. В случае опасности матка с помощью своего широкого головного диска затыкает им вход в боковую камеру с расплодом, предотвращая проникновение хищников внутрь. Примерно раз в 4 месяца колония переселяется в новое гнездо.
В гнездовых камерах муравейника обнаруживаются остатки насекомых и пауков, семена. Среди мирмекофилов найдены мокрицы (равноногие ракообразные из отряда Isopoda), двупарноногие многоножки (Diplopoda), ложноскорпионы (Pseudoscorpionida), чешуйницы (Lepismatidae), двухвостки япигиды (Japygidae) и личинки двукрылых (Diptera).
- Самка сверху
- Голова эргатоидной самки позволяет закрывать вход

## Систематика
Вид был впервые описан в 1967 году бразильским энтомологом Уолтером Кемпфом (англ. Kempf, Walter Wolfgang; 1920—1976). Вместе с видом Blepharidatta brasiliensis (описанным в 1915 году американским мирмекологом профессором Уильямом Уилером) принадлежит к роду Blepharidatta и близок к муравьям-грибководам трибы Attini, предковой формой которых в настоящее время рассматривается мирмекологами. Систематическое положение таксона разными авторами принималось по-разному и в составе разных триб мирмициновых муравьёв: Dacetini, Ochetomyrmecini, Attini или отдельная самостоятельная триба Blepharidattini (вместе с родом Wasmannia). В 2014 году в ходе молекулярно-филогенетического исследования и полной реклассификации всех мирмицин (Ward et al., 2014) было оставлено только 6 триб с изменённым составом. По этим данным вид B. conops (и вся триба Blepharidattini) включается в состав трибы Attini, принимаемой в расширенном составе из 45 родов с включением всех родов 6 триб (Basicerotini, Blepharidattini, Cephalotini, Dacetini, Phalacromyrmecini, Pheidolini). От близкого вида B. brasiliensis отличается более тёмным цветом, формой головы и петиоля, сравнительно более мелкими глазами и укороченными шипиками заднегруди.

### Сравнение видовB. conopsиB. brasiliensis
- Голова рабочего Blepharidatta conops
- Голова близкого вида B. brasiliensis
- Вид сбоку рабочего Blepharidatta conops
- Вид сбоку B. brasiliensis